# Lytta aeneipennis
Lytta aeneipennis (LeConte, 1853) es una especie de coleóptero de la familia Meloidae.

## Distribución geográfica
Habita en California (Estados Unidos).